# Alena Zárybnická
Alena Zárybnická, rozená Kusá, (* 5. prosince 1969 Praha) je česká meteoroložka, moderátorka a dramaturgyně, od roku 1997 moderuje v České televizi pořad Předpověď počasí a od roku 2015 souběžně v Českém rozhlase pořad Zálety Aleny Zárybnické, podle kterého vydala knihu.

## Život
Po absolvování Gymnázia Nad Štolou (1984 až 1988, mezi spolužáky např. horolezec Filip Šilhan) vystudovala katedru meteorologie a ochrany prostředí Matematicko-fyzikální fakulty Univerzity Karlovy v Praze (1988 až 1994, získala titul Mgr.).
Živila se jako meteoroložka, v letech 1997 až 1998 byla externí spolupracovnicí ČT. Od dubna 1998 je v České televizi členkou Redakce zpravodajství ČT, resp. redakce počasí. Od roku 1997 tak moderuje pořad Předpověď počasí. V letech 2004 až 2006 se podílela na tvorbě dvou řad magazínu o počasí Skoro jasno (vysílala ČT2) a v letech 2011 až 2013 pak magazínu Turbulence (vysílala ČT24).
Aktivně se 20 let věnovala sportovnímu létání, létala na větroních na letišti v Bubovicích. Její otec byl pilot motorových letadel a její bývalý manžel Vít je leteckým inspektorem (má s ním syna Vítka). Od roku 1999 připravovala zpravodajství a dokumenty o sportovním létání a parašutismu pro Redakci sportu ČT.
V České televizi dále v letech 2000 až 2009 moderovala pořad Sama doma a s kolegy Taťánou Míkovou a Pavlem Karasem vydala v roce 2007 knihu Skoro jasno. Je také tváří sbírkového projektu Pomozte dětem. Od ledna 2015 moderuje v Českém rozhlase svou talk show Zálety Aleny Zárybnické.
Pro Českou televizi moderuje pořad Na skialpech přes hory.

V roce 2015 s ní byl natočen jeden díl druhé řady genealogického pořadu Tajemství rodu.
Alena Zárybnická se s manželem rozvedla v roce 2014. Bydlela také v Kladně a žije ve Špindlerově Mlýně.

## Dílo
- KARAS, Pavel; ZÁRYBNICKÁ, Alena; MÍKOVÁ, Taťána. Skoro jasno : průvodce televizní předpovědí počasí. 1. vyd. Praha: Česká televize, 2007. 206 s. ISBN 978-80-85005-78-3.
- ZÁRYBNICKÁ, Alena; ŽÁK, Michal; KARAS, Pavel; MÍKOVÁ, Taťána. Když se blýská na časy : počasí a klima u nás i ve světě. 1. vyd. Brno: CPress, 2018. 240 s. ISBN 978-80-264-2304-1.
- ZÁRYBNICKÁ, Alena. Zálety Aleny Zárybnické: Blízká setkání rozhlasového druhu. 1. vyd. Praha: Radioservis, 2018. 160 s. ISBN 978-80-88286-00-4.
- ZÁRYBNICKÁ, Alena. Alpami na kole. 1. vyd. Praha: Euromedia Group, 2021. 217 s. ISBN 978-80-242-7490-4.
- ZÁRYBNICKÁ, Alena. Alpami na kole II. 1. vyd. Praha: Universum, 2022. 240 s. ISBN 978-80-242-8193-3.
- ZÁRYBNICKÁ, Alena; CINGR, Pavel; DLOUHÝ, Robert; SPUSTA, Valerián. Laviny v Česku, 1. díl. 1. vyd. Praha: nastole, 2024. 296 s. ISBN 9788074482175.